# Stephen Mokoka

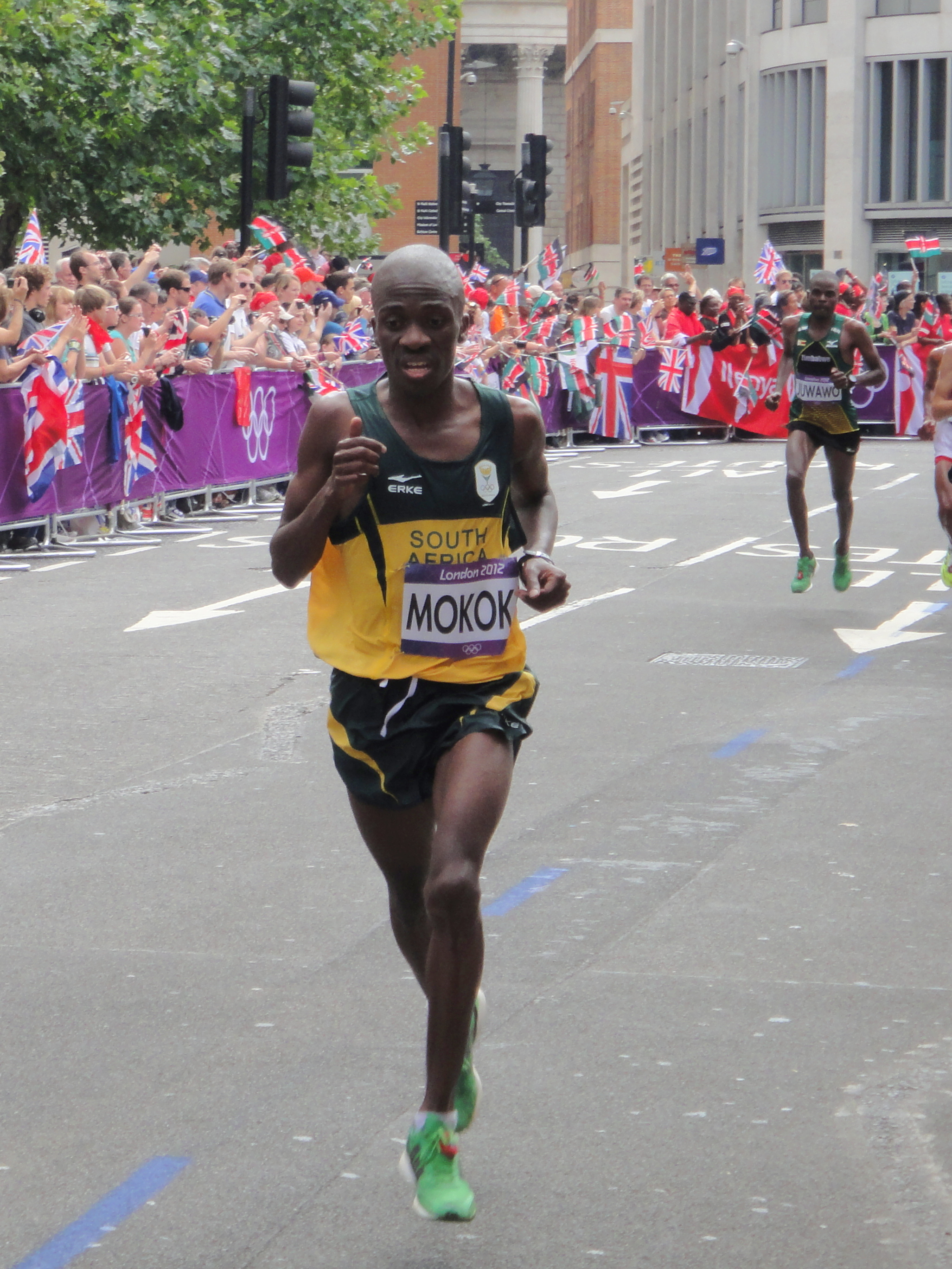
Stephen Mokoka 2012, bei den Olympischen Spielen in London

Stephen Mokoka (* 31. Januar 1985 in Mafikeng, Provinz Nordwest) ist ein südafrikanischer Langstreckenläufer.
2009 nahm er an den Halbmarathon-Weltmeisterschaften teil, die in Birmingham ausgetragen wurden, für die er 1:01:36 h benötigte.
Am 12. August 2012 nahm er am Marathon der Olympischen Spiele 2012 in London teil. Er benötigte für die Strecke 2:19:52 h, was Platz 49 bedeutete.
Bei den Leichtathletik-Weltmeisterschaften 2013 in Moskau lief er im 10.000-Meter-Lauf auf Platz 20. Im Dezember 2013 siegte er beim Shanghai-Marathon mit 2:09:30 h.
2014 gewann er am 5. Oktober den Great Scottish Run in Glasgow mit 1:01:25 h. Im November wiederholte er seinen Erfolg aus dem Vorjahr beim Shanghai-Marathon. Dieses Mal benötigte er 2:08:43 h.
2015 lief er bei den Weltmeisterschaften in Peking im 10.000-Meter-Lauf mit 28:47:40 min auf Platz 20.
Außerdem triumphierte Mokaka schon viermal auf der Halbmarathon-Strecke beim Two Oceans Marathon in Kapstadt (2009, 2013, 2014 und 2015).
Beim Marathon der Olympischen Sommerspiele 2020, der abweichend in Sapporo stattfand, kam er nicht ins Ziel.

## Persönliche Bestzeiten
- 1500 m: 3:38,55 min, 21. März 2010, Durban
- 5000 m: 13:11,44 min, 18. April 2015, Potchefstroom
- 10.000 m: 27:40,73 min, 13. April 2012, Port Elizabeth
- 10-km-Straßenlauf: 27:38 min, 10. Mai 2015, Manchester
- Halbmarathon: 59:36 min, 17. Oktober 2020, Gdynia
- Marathon: 2:07:40 h, 8. November 2015, Shanghai